# Eurycantha

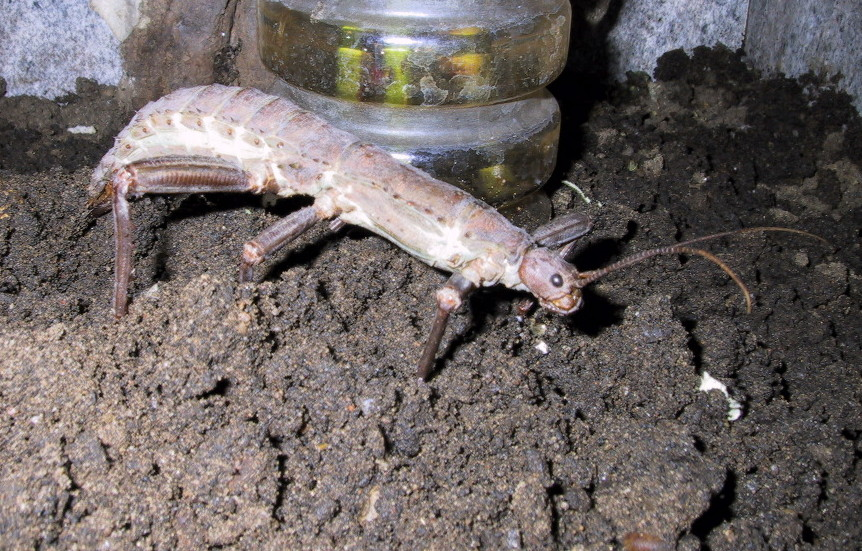
Eurycantha insularis, Weibchen bei der Eiablage

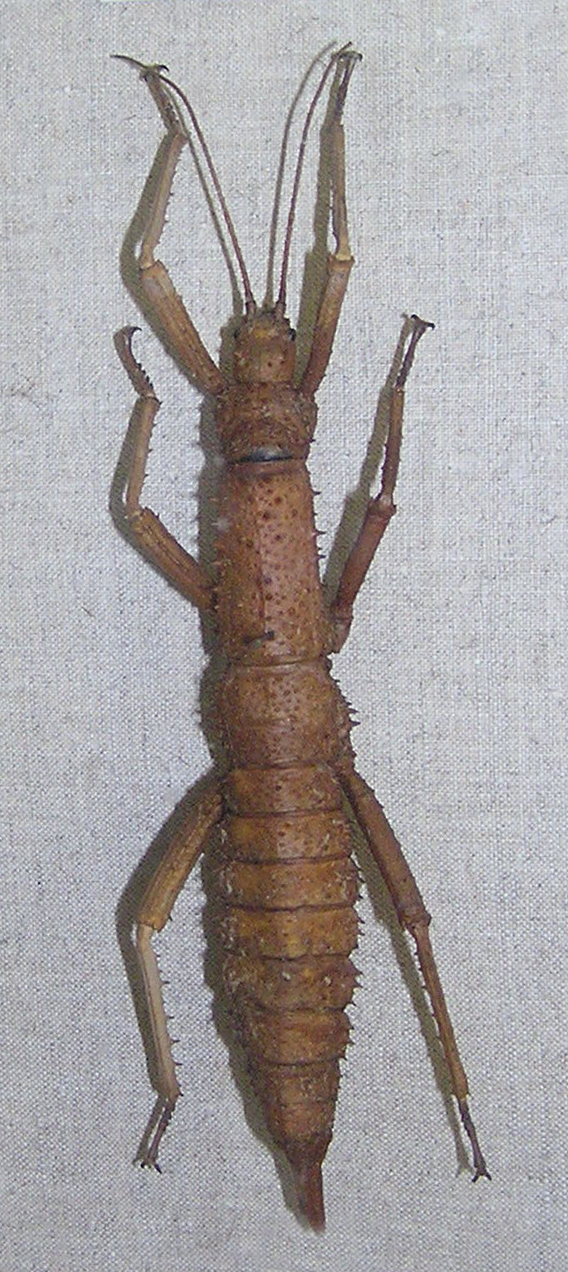
Eurycantha rosenbergii, Präparat eines Weibchens

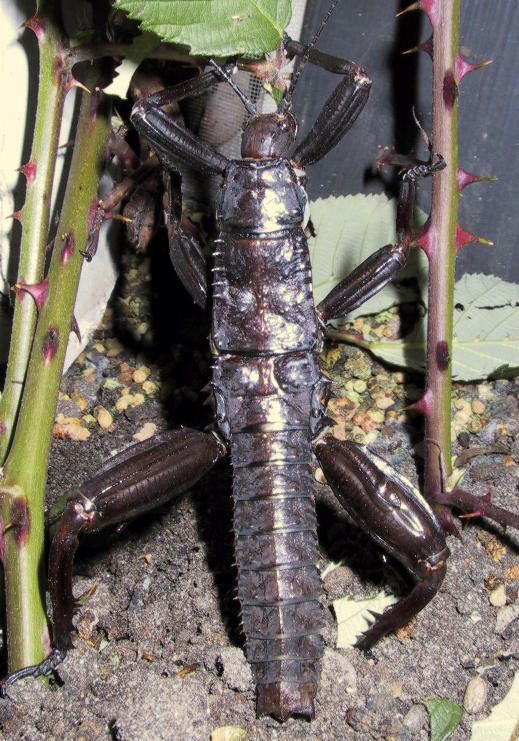
Männchen der Dorngespenstschrecke (Eurycantha calcarata)

Eurycantha (Syn.: Karabidion, Carabidion) ist eine Gattung aus der Ordnung der Gespenstschrecken (Phasmatodea), deren Vertreter auf der Insel Neuguinea und deren Nachbarinseln heimisch sind. Selten werden für die gesamte Gattung auch die deutschen Bezeichnungen Dorngespenstschrecken oder Riesengespenstschrecken verwendet, die aber auch für andere Gespenstschrecken gebraucht werden und deshalb nicht eindeutig sind. Der Name Baumhummer, der eigentlich die Art Dryococelus australis bezeichnet, wird in einigen Publikationen ebenfalls als Bezeichnung für diese Gattung oder einzelner Vertreter, etwa Eurycantha horrida, verwendet. Dabei wird oft nicht differenziert, ob hier all jene Arten gemeint sind, die sich in ihrer Morphologie ähneln oder bestimmte taxonomisch abgrenzbare Gruppen wie die Tribus Eurycanthini.

## Merkmale
Alle Eurycantha-Arten sind ungeflügelt und am gesamten Körperrand stark bedornt. Die Gesamtgröße variiert je nach Art und Geschlecht zwischen 8 und 15 Zentimetern. Die Männchen haben stets ein schlankeres Abdomen und sind bei einigen Arten deutlich kleiner, können aber auch wie beispielsweise bei Eurycantha calcarata annähernd die Größe der Weibchen erreichen. Diese sind durch das breitere Abdomen, welches in einem schnabelförmigen Legestachel (Ovipositor) endet, gut von den Männchen zu unterscheiden.

## Verhalten
Die nachtaktiven Tiere verstecken sich tagsüber oft in Gruppen in den Nahrungspflanzen. Dabei werden insbesondere deren Hohlräume aufgesucht. Nachts finden die Nahrungsaufnahme, die Paarung und auch die Eiablage statt. Die Weibchen verlassen dazu die Nahrungspflanzen und legen ihre Eier mit dem Legestachel im Boden ab. Die Männchen der größeren Arten können untereinander sehr aggressiv sein und kämpfen mit erhobenen Hinterbeinen und Hinterleib rückwärts aufeinander zulaufend um die Reviere. Diese Kämpfe können durch die Dornen an den Hinterbeinen zu teils ernsthaften Verletzungen führen. Auch die Abwehr von Angreifern findet mit diesen Waffen statt.

## Systematik
Die Gattung wurde 1835 von Jean Baptiste Alphonse Dechauffour de Boisduval für deren heutige Typusart Eurycantha horrida aufgestellt. Im Jahr 1855 beschrieb Xavier Montrouzier die Gattung Karabidion mit den neuen Arten Karabidion micranthum (heute Eurycantha micrantha), Karabidion australe (heute Dryococelus australis) und Karabidion scorpionides (heute Woodlarkia scorpionides). Außerdem überstellte er Eurycantha horrida in diese Gattung. Montrouzier war die Beschreibung von Eurycantha durch Boisduval bekannt, er begründet die Neubeschreibung der Gattung aber damit, dass er weitere teilweise stachellose Arten beschreibt, welche indigene Völker Nordaustraliens sogar als Nahrung genutzt haben sollen (gemeint ist hier wohl Dryococelus australis). Die indigene Bevölkerung nennt diese Tiere "Karabok". Montrouzier kombiniert diesen Namen mit dem griechischen Wort für Flusskrebse zu Karabidion. Auf diese Kombination geht wohl auch der Name Baumhummer zurück. Sämtliche Arten und weitere heute in anderen Gattungen geführte Arten wurden schon 1859 von John Obadiah Westwood in die ältere Gattung Eurycantha überführt, wodurch Karabidion zum Synonym von Eurycantha wurde. In den folgenden Jahren taucht neben Eurycantha auch immer wieder der Name Karabidion auf, insbesondere exklusiv für Karabidion australis. Josef Redtenbacher verwendete den Namen des Synonyms in der Schreibung Carabidion ebenfalls einzig für die von ihm als Carabidion australe bezeichnete Art, die er von den anderen Vertretern der Gattung abgrenzt. Alle anderen Arten belässt er in Eurycantha und beschreibt in dieser Gattung noch weitere Arten.

Die Abgrenzung der Arten voneinander ist noch nicht vollständig geklärt. Während bestimmte Namen heute von den meisten Autoren nur noch als Synonyme zugelassen werden, führen andere sie immer noch als eigenständige Arten. So gelten Eurycantha coenosa und Eurycantha coriacea heute meist als Synonym zu Eurycantha insularis. Lange wurde Eurycantha coenosa als eigenständige Art geführt und Eurycantha coriacea als Unterart zu Eurycantha insularis.

Andere Arten sind sich so ähnlich, dass nur die Anzahl der Dornen eine Bestimmung erlaubt. So haben die Männchen von Eurycantha calcarata an den Schienen der Hinterbeine nur jeweils einen großen Dorn auf der Innenseite, die von Eurycantha horrida hingegen zwei.

Folgende Arten werden zur Gattung Eurycantha gezählt:
- Eurycantha calcarata Lucas, 1869

(Syn. = Eurycantha diabolus Redtenbacher, 1908)
(Syn. = Eurycantha sifia Kirby, 1904)
(Syn. = Eurycantha willeyi Kirby, 1904)
- Eurycantha coronata Redtenbacher, 1908
- Eurycantha horrida Boisduval, 1835
- Eurycantha immunis Redtenbacher, 1908
- Eurycantha insularis Lucas, 1869

(Syn. = Eurycantha coenosa Redtenbacher, 1908)
(Syn. = Eurycantha coriacea Redtenbacher, 1908)
- Eurycantha latro Redtenbacher, 1908
- Eurycantha maluensis Günther, 1929
- Eurycantha micrantha (Montrouzier, 1855)
- Eurycantha portentosa Kirby, 1904
- Eurycantha rosenbergii  Kaup, 1871

(Syn. = Eurycantha echinata Lucas, 1878)

## Haltung im Terrarium
Zurzeit werden nur wenige Arten im Terrarium gepflegt. So führt die Phasmid Study Group lediglich drei Nummern für in Kultur befindliche Vertreter der Gattung Eurycantha. Dies sind für Eurycantha calcarata die PSG Nummer 23, für eine aus Indonesien stammende Form, die zurzeit als unbeschriebene Unterart von Eurycantha calcarata gehandhabt wird, die PSG Nummer 44 und für Eurycantha insularis die PSG Nummer 111. Seit den 2020er Jahren ist auch Eurycantha horrida in Zucht und wird seit 2022 unter der PSG Nummer 409 geführt.